# The Modern Jazz Quartet at Music Inn
The Modern Jazz Quartet in Music Inn – koncertowy album amerykańskiego zespołu jazzowego Modern Jazz Quartet, nagrany
z gościnnym udziałem klarnecisty Jimmy'ego Giuffre'ego. Występ zarejestrowany został 28 września 1956 w Music Inn w Lenox, w amerykańskim stanie Massachusetts. LP został wydany w 1956 przez wytwórnię Atlantic Records.

## Muzycy
- Milt Jackson – wibrafon
- John Lewis – fortepian
- Percy Heath – kontrabas
- Connie Kay – perkusja
- Jimmy Giuffre – klarnet (2,4,5)

## Lista utworów
Strona A
| 1. | "Oh Bess, Oh Where's My Bess" (George Gershwin)     | 4:27  |
|    |                                                     |       |
| 2. | "A Fuge for Music Inn" (John Lewis)                 | 4:42  |
|    |                                                     |       |
| 3. | "Two Degrees East, Three Degrees West" (John Lewis) | 7:04  |
|    |                                                     |       |
| 4. | "Serenade" (David Raksin)                           | 2:55  |
|    |                                                     |       |
|    |                                                     | 19:08 |
|    |                                                     |       |
Strona B
| 5. | "Fun" (Jimmy Giuffre)                                           | 5:30  |
|    |                                                                 |       |
| 6. | "Sun Dance" (John Lewis)                                        | 4:14  |
|    |                                                                 |       |
| 7. | "The Man That Got Away" (Harold Arlen, Ira Gershwin)            | 3:32  |
|    |                                                                 |       |
| 8. | "A Morning in Paris" (John Lewis)                               | 2:51  |
|    |                                                                 |       |
| 9. | "Variation No. 1 on "God Rest Ye Merry, Gentlemen" (John Lewis) | 5:00  |
|    |                                                                 |       |
|    |                                                                 | 21:07 |
|    |                                                                 |       |

## Informacje uzupełniające
- Producent – Nesuhi Ertegun
- Inżynier dźwięku – Tom Dowd
- Projekt okładki – Marvin Israel
- Zdjęcia – Jay Maisel